# Othalie Graham
Othalie Graham (Brampton, 1977) è un soprano canadese naturalizzato statunitense drammatico, molto nota per l'interpretazione di ruoli wagneriani e lirici come Turandot, Tosca, La fanciulla del West, Aida, Elettra e Ariadne Auf Naxos.

## Biografia

### Primi anni
Othalie Graham nacque a Brampton, Ontario, Canada. Suo padre, un canadese nato in Giamaica, instillò a Othalie una forte identificazione con la musica e la cultura giamaicana. Quando la Graham era giovane, suo padre ha suscitato il suo interesse per l'opera portandola a vedere un recital di Leontyne Price. La sua passione per l'opera crebbe mentre frequentava il liceo alla Etobicoke School of the Arts. Mentre si trovava in Canada ricevette il primo posto alla Jeunes Ambassadeurs Lyriques Competition e ricevette l'ambito premio Jean Chalmers alla Canadian Music Competition.
Othalie frequentò la prestigiosa Academy of Vocal Arts (AVA) di Filadelfia dopo aver studiato con Lois McDonall. All'AVA studiò con Bill Schuman e continua a studiare con lui. Vinse il concorso vocale d'Opera a Florham e il concorso annuale della Liederkranz Society, dove debuttò in un recital a New York. È stata anche la vincitrice del distretto del New Jersey delle audizioni del Consiglio Nazionale del Metropolitan Opera House e finalista al Concorso di Palm Beach Opera. Graham ha anche trascorso un periodo estivo di formazione sotto la grande cantante lirica italiana Renata Scotto presso la Renata Scotto Opera Academy al Conservatorio di musica di Westchester.

### Carriera
Othalie Graham continua a ricevere consensi dalla critica in tutto il Nordamerica ed è largamente conosciuta per le sue interpretazioni dei ruoli da protagonista in Turandot e Aida e il suo impegno nel repertorio wagneriano. Il Boston Globe ha osservato che, nella sua interpretazione di Turandot, il suo "timbro e la potenza erano elettrizzanti, l'anello d'acciaio dall'alto verso il basso e il suo percorso dall'imperiosità alla passione era convincenti", mentre Opera News l'ha descritta come "una Turandot vocalmente sicura, i suoi toni scintillanti ben si adattano alla risoluta misantropia della principessa di ghiaccio".
La stagione 2019-2020 della Graham comprende il suo debutto come Lady Macbeth in Macbeth con la Toledo Opera e l'Opera Carolina, interpretando il ruolo principale in Turandot con la Evansville Philharmonic Orchestra, Serena in Porgy and Bess con la Harrisburg Symphony Orchestra, esibizioni come solista nella Nona sinfonia di Beethoven con la Mississippi Symphony Orchestra e la Delaware Symphony, il Requiem di Verdi con la Reading Symphony Orchestra e la Sacramento Choral Society and Orchestra oltre ad uno spettacolo come ospite di primo piano al Traverse Symphony Wagner Gala.
Gli ultimi spettacoli hanno compreso il ruolo principale in Turandot con la Detroit Symphony Orchestra diretta da Jader Bignamini, parte del concerto d'addio del Maestro Leonard Slatkin; il ruolo da protagonista in Aida con Opera Carolina, Toledo Opera e al Teatro Greco di Siracusa in Sicilia con Marcello Giordani; il ruolo principale in Ariadne auf Naxos con la Festival Opera; in Elettra al Teatro San Carlo di Napoli; il ruolo di Minnie in La Fanciulla del West con la Nashville Opera e l'Indianapolis Opera. I recenti momenti salienti di concerto includono programmi tutto-Wagner a Città del Messico nella Sala Nezahualcóyotl e al Palacio de Bellas Artes di Lima, in Perù e con il Washington Chorus presso il Kennedy Center; la Nona di Beethoven con la Philadelphia Orchestra; il Requiem di Verdi con l'Atlanta Symphony Orchestra e la Mississippi Symphony Orchestra; Serena in Porgy and Bess con la Toledo Opera, la Springfield Symphony Orchestra e la Jacksonville Symphony; Tristano e Isotta a Zagabria, in Croazia e con il coro nazionale di Washington al Kennedy Center di DC e il Requiem di guerra di Britten con la Fondazione Orchestra Sinfonica di Milano Giuseppe Verdi.
Graham ha interpretato il ruolo principale di Turandot con Teatro Cervantes de Málaga in Spagna, Gran Teatro Nacional del Perú con l'Asociación Cultural Romanza, Edmonton Opera, Opera Carolina, Orquesta Filhamónica de la UNAM, Opera de Nuevo León, Boston's Chorus Pro Musica, Arizona Opera, Michigan Opera Theatre, Opera Columbus, Opera Delaware, Detroit Symphony Orchestra, Pensacola Opera, Westfield Symphony Orchestra, Nashville Opera e Knoxville Opera.
Altre apparizioni hanno incluso il ruolo da protagonista in Aida per lo spettacolo inaugurale del Festival Internazionale dell'Opera di Istanbul;  il ruolo da protagonista in Tosca con la Festival Opera ed il ruolo da protagonista in Elettra al Philadelphia's Academy of Vocal Arts. Nel repertorio wagneriano i ruoli più importanti della Graham comprendono anche Senta ne L'olandese volante, Brünnhilde e Sieglinde in L'anello del Nibelungo di Wagner ed Elisabetta nel Tannhäuser.
Altri impegni di concerti comprendono Elia con Bryn Terfel e il Mormon Tabernacle Choir; la Sinfonia n. 8 di Mahler con il Washington National Chorus presso il Kennedy Center; esibizioni con la Lima Symphony e la Plainfield Symphony; estratti di Brünnhilde da La Valchiria per il gala dell'Opéra de Montréal; un debutto a New York con la Liederkranz Society; Isotta in Tristano e Isotta con la Young Musicians Foundation Orchestra in California; un'apparizione in primo piano con Eve Queler al Dahesh Museum of Art; e galà lirici per la Pacific Opera Victoria, la Vancouver Opera, l'Orquesta Sinfonica de Xalapa e la Oakville Symphony del Canada.
La Graham è presente sulla Brampton Arts Walk of Fame nella sua città natale di Brampton, in Ontario, in onore di coloro che hanno raggiunto l'eccellenza nel settore delle arti e dell'intrattenimento. In precedenza è stata vincitrice del primo posto del Concorso vocale internazionale Gerda Lissner nella divisione Wagner, la vincitrice del primo posto del Concorso Joyce Dutka, vincitrice di una sovvenzione della Sullivan Foundation, vincitrice del primo posto nella divisione Wagner del Concorso Liederkranz, vincitrice del premio Jean Chalmers nel concorso musicale canadese, vincitrice del concorso Edward Johnson e prima classificata al concorso Jeunes Ambassadeurs Lyriques. Per ulteriori informazioni, visitare www.othaliegrahamsoprano.com.

## Premi
- Primo posto al concorso Jeunes Ambassadeurs Lyriques
- Premio Jean Chalmers al Canadian Music Competition
- Vincitrice del concorso Edward Johnson
- Vincitrice dell'Opera al concorso Florham Voice
- Vincitrice del concorso della società Liederkranz nella divisione Wagner
- Vincitrice del distretto del New Jersey delle audizioni del Consiglio nazionale del Metropolitan Opera
- Finalista al concorso di Palm Beach Opera
- Destinataria della sovvenzione Sullivan Foundation
- Vincitrice del primo posto al Concorso vocale internazionale Gerda Lissner nella divisione Wagner
- Prima classificata al concorso Joyce Dutka